# 广东凤铝铝业男子篮球俱乐部
广东凤铝铝业男子篮球俱乐部曾经是中国全国男子篮球联赛（NBL）的一只参赛球队，成立于2006年，2008年解散退出。
2006年11月16日，广东凤铝铝业男子篮球俱乐部成立，由广东凤铝铝业有限公司投资组建，主场在广东佛山。
2007年，第一年参加NBL联赛，就通过小组赛，并取得决赛第2名。2008年，又取得冠军。
年底，在CBA准入问题上，与中国篮协发生矛盾。因没有取得CBA参赛资格，宣布退出NBL联赛。